# Maleke
Maleke est un village de la Région du Littoral au Cameroun, situé dans la commune de Bonaléa, sur la route reliant Douala à Mbanga.

## Population et développement
En 1967, la population de Maleke était de 606 habitants, essentiellement des Bankon (Abo) et des Ewondo. Elle était de 1 276 lors du recensement de 2005.
Maleke abrite une école catholique.